# Cistus parviflorus

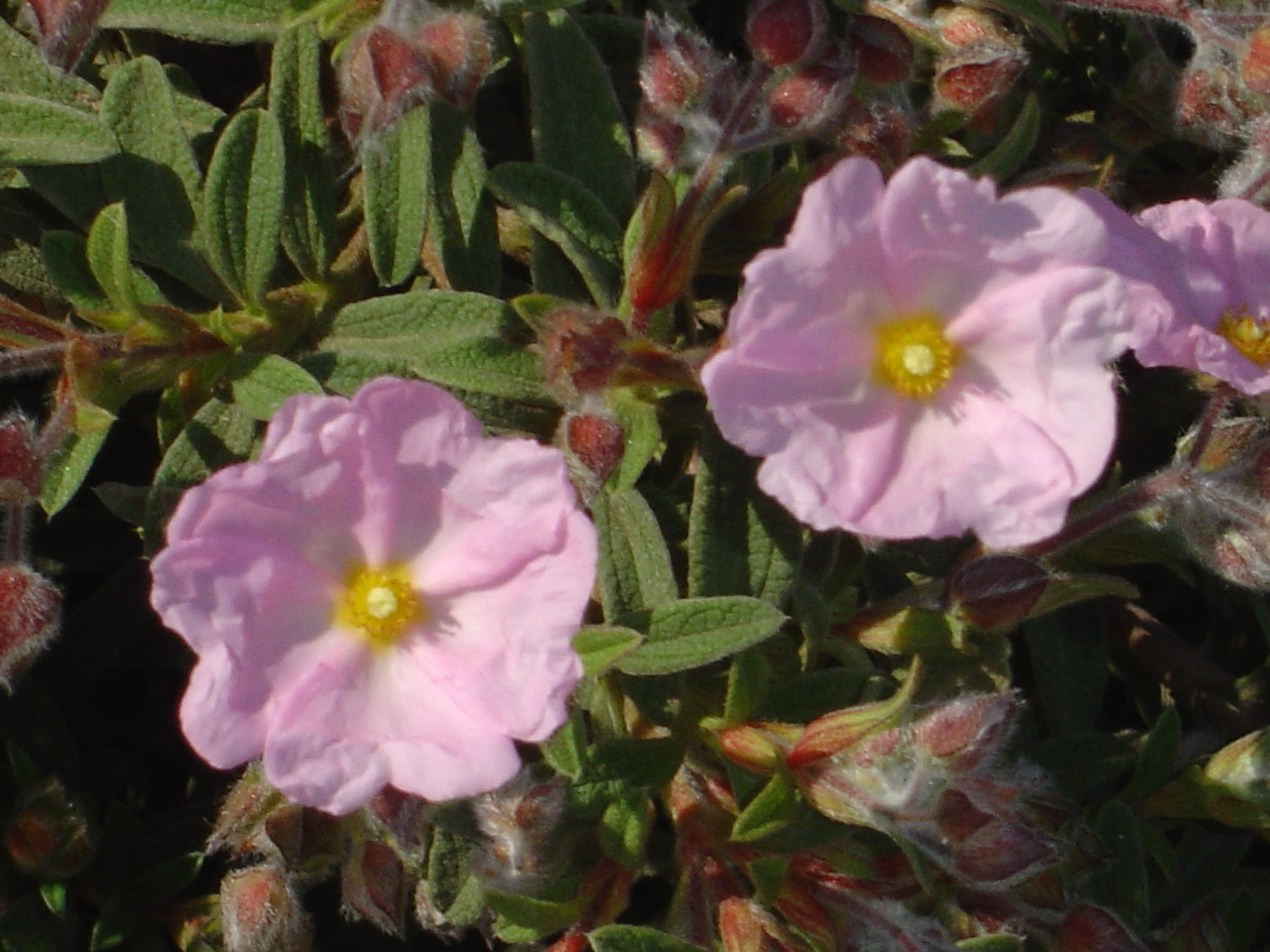
Flors de Cistus parviflorus.

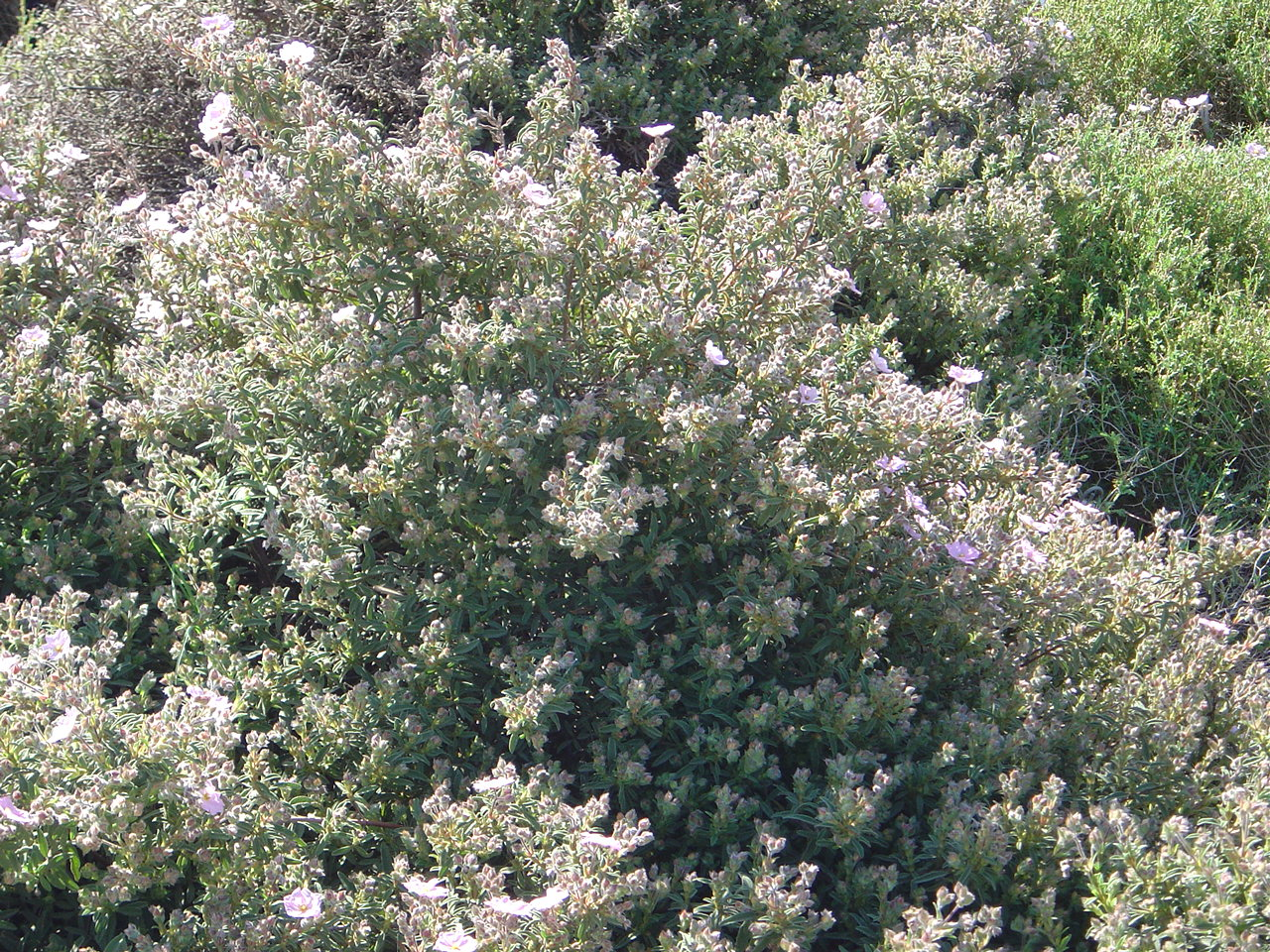
Vista general de Cistus parviflorus.

Cistus parviflorus és una espècie de planta de la família de les Cistàcies de l'illa de Creta, d'on n'és endèmica. Al contrari que l'estepa Cistus creticus, bastant estesa per tota l'illa, l'estepa C. parviflorus té una distribució més reduïda per l'illa. És un matoll amb una forma molt compacta, en el que les flors són més petites que la resta de les seves germanes i d'un color rosat pàl·lid. Creix a la frigana (una formació vegetal típica de les zones costaneres rocoses de la Mediterrània Oriental) per sobre dels 400 metres i floreix entre març i maig.